# Theo Bamberg
Tobias Theodore Leendert Bamberg (* 15. Juli 1875 in Amsterdam; † 28. Juni 1963 in Chicago) war ein niederländisch-US-amerikanischer Zauberkünstler mit dem Bühnennamen Okito.

## Leben
Theo Bamberg stammte aus der Bamberg-Familie, die schon mehrere Generationen von Zauberkünstlern hervorgebracht hatte, und stand selbst schon als Junge auf der Bühne. Sein Vater war David Tobias Bamberg. Im Alter von elf Jahren trat er vor der königlichen Familie auf. Durch einen Unfall verlor er 1891 als junger Mann sein Gehör fast gänzlich. Daraufhin nahm er den Künstlernamen Okito – ein Anagramm von Tokio – an und gab sich ab 1893 als Japaner aus, der wegen Unkenntnis der europäischen Sprachen nicht mit dem Publikum kommunizierte. Seine Spezialität war die schwebende Kugel. Er bereiste zahlreiche europäische Länder und 1906 China und 1907 Niederländisch-Indien.
1908 wurde er von Howard Thurston, der die Kellar Show übernommen hatte, als Schattenspieler engagiert. Er blieb bis etwa 1920 in den USA, deren Staatsbürgerschaft er 1916 erhielt, dann kehrte er nach Europa zurück. Von 1908 bis 1912 existierte in New York City am Broadway (Nr. 1193) die Bamberg Magic and Novelty Company.
Theo Bamberg war seit 1903 verheiratet. 1938 reiste er nach Südamerika, um dort seinen ältesten Sohn Fu-Manchu (David Bamberg) zu besuchen. Neben diesem Sohn hatte er noch einen weiteren namens Donald und eine Tochter namens Dorothy. Nach dem Einfall der Deutschen in die Niederlande kehrte er nicht in seine Heimat zurück. In den folgenden Jahrzehnten hielt er sich hauptsächlich in den USA auf.
Bamberg wurde auf dem Westlawn Cemetery in Norridge, Cook County (Illinois) bestattet.
Bamberg hat heute einen Platz in der Hall of Fame der Society of American Magicians.